# سیارک ۴۶۴۸
سیارک ۴۶۴۸ (به انگلیسی: 4648 Tirion، نامگذاری:1931UE) چهار هزار و ششصد و چهل و هشتمین سیارک کشف شده‌است که در ۱۸ اکتبر ۱۹۳۱ و در هایدلبرگ کشف شد.
قدر مطلق سیارک برابر ۱۳٫۲۰ است.